# Chrysso huanuco
Chrysso huanuco là một loài nhện trong họ Theridiidae.
Loài này thuộc chi Chrysso. Chrysso huanuco được Herbert Walter Levi miêu tả năm 1957.